# Laia Forcadell
Laia Forcadell Arenas (Tortosa, 6 de junio de 1982) es una atleta española especialista en 400 metros vallas. Milita actualmente en las filas del Club ISS L'Hospitalet y es entrenada por Armando Álvarez Anaya. Su representante es Miguel Ángel Mostaza Martínez.
Considerada como una de las mejores velocistas españolas de la actualidad,[cita requerida] en su palmarés cabe destacar el Campeonato de España Absoluto de 400 metros lisos en pista cubierta, conseguido en 2006; el Campeonato Iberoamericano de 400 metros vallas, obtenido en Ponce, Puerto Rico, en 2006 y el quinto puesto en la prueba de relevos 4 por 400 del Campeonato de Europa en pista cubierta de 2005 en Madrid.
Galardonada como mejor deportista de 2004 por el Consejo Comarcal y el Consejo Deportivo del Bajo Ebro, en la XXIV Universiada celebrada en Bangkok, en agosto de 2007, no pudo mejorar su marca en la prueba de 400 metros vallas y obtener la mínima para participar en el Campeonato del Mundo de Atletismo de Osaka, del mismo año, al ser eliminada tras quedar última en una primera serie muy exigente.
Finalmente, el 24 de junio de 2008, durante la celebración de la reunión internacional de atletismo Ciudad de Jerez-Gran Premio de Andalucía obtuvo, con un registro de 56.24 que constituye su mejor marca personal hasta la fecha, el pasaporte para los Juegos Olímpicos de Pekín 2008 en la prueba de 400 metros vallas, al rebajar la mínima B para acudir a los mismos, que la Real Federación Española de Atletismo había marcado en 56.50. Posteriormente, el 27 de julio, revalidará en Tenerife su título de campeona de España de la especialidad por tercer año consecutivo.
El 17 de agosto de 2008 tuvo lugar su debut olímpico, cayendo eliminada en la primera ronda al clasificarse séptima y última en su serie, con un tiempo de 58.64 muy por debajo de su mejor registro.
- Datos: Q982767